# Борисов, Сергей Анатольевич
Сергей Анатольевич Борисов (17 сентября 1972) — российский футболист, полузащитник. Известен по выступлениям за московское «Торпедо» в 1990-е годы.

## Карьера
Начинал карьеру футболиста в команде «Торпедо» Москва. В 1991 году дебютировал в последнем чемпионате СССР и провёл в нём несколько матчей. В том сезоне торпедовцы завоевали бронзовые медали первенства. С 1992 по 1995 годы выступал в составе автозаводцев. Наиболее успешным для него был сезон 1993, когда он в 29 матчах забил 7 голов. Также его команда выиграла в том сезоне Кубок страны. Принимал участие в еврокубках. 15 сентября 1993 года во встрече с израильским «Маккаби» Хайфа, которая проводилась в рамках Кубка обладателей кубков, забил единственный гол. Тот матч «Торпедо» выиграло, однако в следующей игре потерпело поражение.
В 1995 году присоединился к другому «Торпедо» — арзамасскому из первой лиги. После окончания сезона вернулся в свой прежний клуб, но провёл за него только 10 матчей в чемпионате России. В 1997 году ушёл из «Торпедо» и до 2000 года выступал за различные команды из первого и второго дивизионов.